# Keith Wood
Keith Gerard Mallinson Wood (* 27. Januar 1972 in Killaloe) ist ein ehemaliger irischer Rugby-Union-Spieler, der auf Position des Haklers spielte. Er war Kapitän der irischen Nationalmannschaft und bei zwei Touren der British and Irish Lions aktiv.
Seinen Spitznamen „Raging Potato“ bekam er aufgrund seines kahl rasierten Kopfs. Wegen der Ähnlichkeit mit der gleichnamigen Figur aus der „Addams Family“ wurde er auch „Uncle Fester“ genannt. Sein Vater Gordon Wood war ebenfalls Rugbyspieler und kam auf insgesamt 29 Länderspiele für Irland.
Keith begann seine Karriere in Limerick beim Garryowen FC. Dort war er Teil der Mannschaft, die die irische Meisterschaft 1992 und 1994 gewinnen konnte. 1995 wechselte er zu den Harlequins nach England. In der Saison 1999/2000 kehrte er nach Irland zurück, um eine Spielzeit für Munster zu spielen. Das Team kam in diesem Jahr bis in das Finale des European Rugby Cup, wo es sich den Northampton Saints mit 8:9 geschlagen geben musste. Anschließend kehrte er zu den Harlequins zurück und beendete dort 2003 seine Vereinskarriere.
Wood gab 1994 sein Nationalmannschaftsdebüt, als Irland auf Australien traf. Während seiner aktiven Zeit brachte er es auf insgesamt 58 Einsätze für sein Heimatland. Er war vor allem für seinen unbegrenzten Einsatz und seine harten Tackles bekannt. Er war bis 2003 Kapitän der Nationalmannschaft und wurde nach der Weltmeisterschaft in Australien von Brian O’Driscoll abgelöst. 1997 und 2001 wurde er auch für die Tour der British and Irish Lions eingeladen und kam zu fünf Einsätzen.
2001 wurde er zum „IRB World Player of the Year“ ernannt und war damit der erste Spieler, dem diese Ehre zuteilwurde. 2005 folgte die Aufnahme in die International Rugby Hall of Fame. Er hält den Rekord für die meisten erzielten Versuche eines Haklers in der Geschichte des Rugby. Bei der WM 1999 gelangen ihm gar vier Versuche in einem Spiel, als die Iren in der Vorrunde auf die USA trafen.
Wood arbeitet seit seinem Karriereende für die BBC und den Daily Telegraph als freier Journalist sowie im Vorstand der London Irish.